# 羅馬尼亞國家男子排球隊
羅馬尼亞國家男子排球隊是羅馬尼亞的男子排球國家隊。羅馬尼亞在1947年加盟國際排聯。羅馬尼亞參加了在1949年舉辦的第一屆世界排球錦標賽，也參加了1950年第二屆歐洲排球錦標賽，曾是東歐排球強隊。在1956年和1966年，羅馬尼亞獲得世界排球錦標賽的銀牌。1963年，羅馬尼亞獲得了歐洲排球錦標賽的冠軍。但近年羅馬尼亞未能參加世界主要排球賽事。